# Województwo częstochowskie (projektowane)

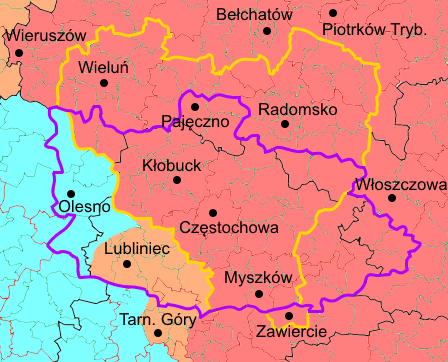
Wybrane granice historyczne w okolicach Częstochowy. Barwami oznaczono zasięg Królestwa Polskiego i II Rzeczypospolitej. Fioletową linią oznaczono granice województwa częstochowskiego z lat 1975–1998, żółtą granice archidiecezji częstochowskiej

Województwo częstochowskie (ewentualnie województwo jurajskie) – projektowane województwo, które miałoby obejmować Częstochowę i okoliczne rejony.
Zasięg planowanego województwa nie jest dokładnie określony. Prawdopodobnie oprócz północnej części województwa śląskiego obejmowałoby ono również południową część województwa łódzkiego (wymieniane w tym kontekście są powiaty radomszczański i pajęczański, czasem także wieluński i wieruszowski). Wspomina się również o pojedynczych gminach z województwa opolskiego (Praszka, Rudniki) oraz świętokrzyskiego (Secemin). Chęć dołączenia do województwa częstochowskiego otwarcie wyrażają na razie gminy z dwóch powiatów: częstochowskiego i kłobuckiego, a także gmina Poraj.

## Działania
W 2015 roku do idei powstania województwa pozytywnie odnosił się Andrzej Duda w trakcie swojej kampanii przed wyborami prezydenckimi. Temat podnieśli również podczas kampanii wyborczej przed wyborami parlamentarnymi politycy Prawa i Sprawiedliwości.
Ideę utworzenia województwa wsparł prezydent Częstochowy Krzysztof Matyjaszczyk. 1 maja 2016 w Częstochowie odbył się marsz pod hasłem Jasne, że województwo częstochowskie. Później pod tym samym hasłem zorganizowano 24. Dni Częstochowy.
Orędownikiem utworzenia województwa jest poseł Szymon Giżyński. W styczniu 2017 stwierdził on, że Jarosław Kaczyński zezwolił na tworzenie mapy przyszłego województwa. Kilka miesięcy później prezes Prawa i Sprawiedliwości stwierdził jednak, że temat będzie mógł powrócić dopiero w kolejnej kadencji sejmu.

## Argumenty za utworzeniem województwa
- Region obecnie ma niewielki wpływ na podział środków samorządu województwa[6]. Z racji przynależności do silnie rozwiniętego województwa może również mieć problemy z pozyskiwaniem funduszy unijnych[4][3].
- Siedzibami województw są mniejsze miasta, takie jak: Zielona Góra, Opole, Gorzów Wielkopolski, Rzeszów, Toruń, Olsztyn i Kielce. Spośród miast, które nie są stolicami województw, większa jest jedynie Gdynia[1][6][10].
- Jeśli chodzi o kryterium odosobnienia, rozumiane jako odległość od większych ośrodków, Częstochowa spełnia je w większym stopniu niż Opole i w porównywalnym do Gorzowa Wielkopolskiego[11].
- Ze względu na lokalizację Jasnej Góry Częstochowa jest miastem istotnym w skali kraju[12].
- Częstochowa i okolice historycznie nie są częścią Śląska, ale Małopolski[13].